# Joseph Nane
Joseph Nane Fils Eone (Yaoundé, 12 marzo 1987) è un allenatore di calcio ed ex calciatore camerunese, di ruolo centrocampista.

## Carriera
Nel 2010 ha giocato 11 partite nella Major League Soccer con il Toronto FC, mentre nella stagione 2011 è passato ai Colorado Rapids disputando 9 partite nel massimo campionato statunitense e 5 partite nella CONCACAF Champions League.